# بلانیولوس
بلانیولوس (نام علمی: Blaniulus) نام یک سرده از رده هزارپائیان است.